# 中山書店
株式会社中山書店（なかやましょてん）は、日本の出版社。
1948年創業。主に自然科学・医学・看護領域の専門書を出版。
1999年、内田亨・山田真弓監修『動物系統分類学』全10巻にて、第53回毎日出版文化賞を受賞。